# Stadionul Miheil Meshi
Stadionul Miheil Meshi, cunoscut și ca Stadionul Lokomotiv, este un stadion multifuncțional din Tbilisi, Georgia, numit în cinstea lui Miheil Meshi, un faimos fost fotbalist internațional georgian. Stadionul este folosit în mare pentru meciuri de fotbal, și ocazional pentru meciuri de rugby. Arena a fost renovată în 2001 și are o capacitate de 27.223 de locuri. Acesta este al doilea stadion ca mărime din Georgia, după Stadionul Boris Paiciadze. Stadionul va găzdui Supercupa Europei în 2015.